# Южный усатый ткач
Южный усатый ткач (лат. Sporopipes frontalis) — вид птиц из семейства ткачиковых (Ploceidae). Выделяют два подвида. Распространён в Африке от Мавритании и Гамбии до Эфиопии и Танзании. Естественными местами обитания являются сухие саванны.

## Описание
Южный усатый ткач — маленький ткачик длиной 11—12 см и массой 15—19,5 г. Половой диморфизм не выражен. Макушка и лоб испещрены чёрными и белыми точками. Затылок коричневый. Щёки и кроющие ушей бледно-серые. Верхняя часть тела пепельно-серая. Мантия и надхвостье серовато-коричневые, хвост коричневый с бледными краями перьев. Подбородок и горло белые. Перья «усов» чёрные с белыми кончиками. Грудь, бока, брюхо и подхвостье белые.
Верхние кроющие крыльев коричневые с бледными краями. Глаза и ноги коричневые. Клюв рогового цвета. Молодые особи бледнее взрослых, затылок у них желтовато-коричневый.

## Биология
Южный ткач добывает пищу на земле. В состав рациона входят в основном мелкие семена и, в меньшей степени, насекомые. Он также питается термитами, которых ловит на земле и в воздухе. 
Гнездо южного усатого ткача представляет собой неопрятную сферу  из сухих стеблей травы с боковым входом; изнутри выложено более мелким растительным материалом. На севере ареала в кладке 2—4 яйца (чаще два), а на юге — 3—4 яйца. Яйца бледно-серые с тёмными пятнами, размером 17—18 х 12—13 мм. Насиживает только самка. Птенцов кормят оба родителя. 

## Подвиды и распространение
Выделяют два подвида:
- Sporopipes frontalis frontalis (Daudin, 1800) — от Мавритании, Сенегала и Гамбии до Эритреи и Эфиопии
- Sporopipes frontalis emini Neumann, 1900 — юг Судана, Уганда, Кения и Танзания